# 鄂羊蹄甲
鄂羊蹄甲（学名：Bauhinia glauca subsp. hupehana）为豆科羊蹄甲属下的一个亚种。

## 扩展阅读
- 維基物種上的相關：鄂羊蹄甲